# Rina Ronja Kari
Pour les articles homonymes, voir Kari.
Rina Ronja Kari, née le 15 février 1985 à Copenhague, est une femme politique danoise du Mouvement populaire contre l'Union européenne.

## Biographie
Le 5 février 2014, elle intègre le Parlement européen en remplaçant Søren Søndergaard en cours de mandat, avant d'être élue le 25 mai 2014.